# 夏山八幡宮

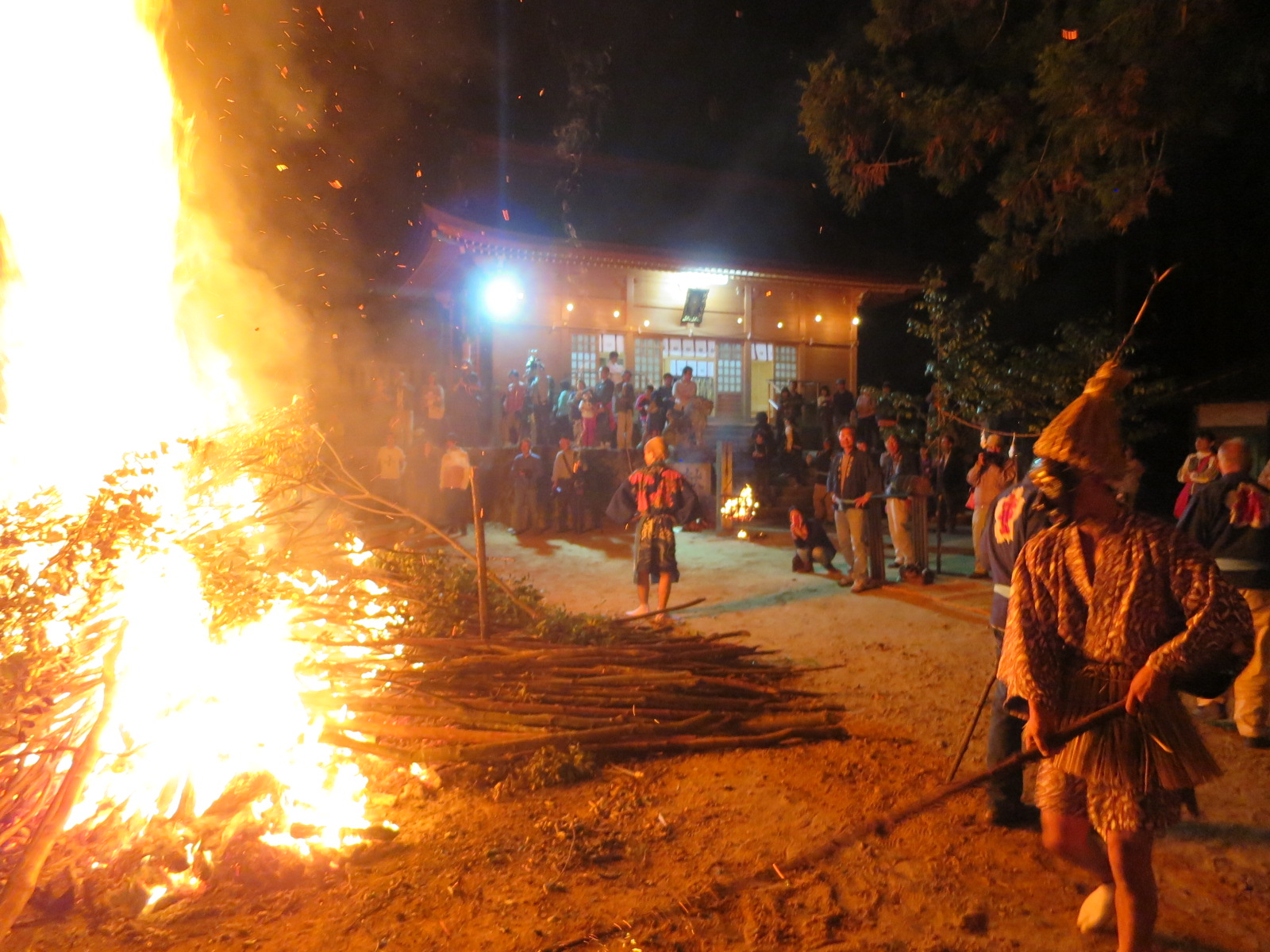
夏山八幡宮火祭り

夏山八幡宮（なつやまはちまんぐう）は、愛知県岡崎市夏山町にある神社。10月に行われる火祭りで知られる。

## 概要
531年（継体天皇25年）に天津日子根命を祀ったのが始まりとされる。
880年（元慶4年）、応神天皇、市寸島比賣命、多岐都比賣神、住吉大神を合祀し、王宮八幡宮と称したが、のちに現在の名前に改められたという。
1872年（明治5年）10月3日、近代社格制度に基づき郷社に列した。額田郡の祖神を祀る神社とされる。
同社には880年（元慶4年）8月14日の日付がある棟札が現存しており建立時期を示す史料とされる。現在、日本最古とされる棟札は中尊寺に伝わる1122年（保安3年）のものとされるが、文字が不明瞭でどの建物のものであったかは不明。これに続き、中尊寺金堂の1124年（天治元年）のものも知られているが、書かれた年号だけ見れば同社のものの方が古いため、戦前には渡辺世祐による鑑定が行なわれたものの年代は断定されなかった。現在では、文面から同時代のものとは確定し難いとされており、後代に書き写されたものではないかとも考えられている。この棟札は1937年（昭和12年）に催された名古屋汎太平洋平和博覧会にも出品された。
1894年（明治27年）、一間社流造の本殿が建てられた。1935年（昭和10年）、神楽殿が建立。
2012年（平成24年）10月20日、新しい拝殿の竣工奉祝祭が行われた。